# Sheena Easton
Sheena Easton, de nombre real Sheena Shirley Orr (Bellshill, North Lanarkshire, Escocia; 27 de abril de 1959), es una cantante y actriz escocesa, quien tomó el apellido Easton de su primer matrimonio. Su repertorio es principalmente en inglés, si bien ha grabado exitosas versiones en español de sus "hits" en inglés. Su larga carrera incluye una canción para la saga de James Bond ("For Your Eyes Only") y colaboraciones con importantes figuras anglosajonas e hispanas: Kenny Rogers, Prince, Al Jarreau, Barry Manilow, Dyango y Luis Miguel. En su actividad actoral destacan un papel en la exitosa serie televisiva Miami Vice (como esposa del protagonista, Don Johnson) e incursiones en la comedia musical con El Hombre de La Mancha.

## Trayectoria
Se graduó en la Real Academia Escocesa de Música y Drama como maestra de drama y oratoria en 1979. Durante su entrenamiento, solía cantar por las noches en los nightclubs de la ciudad de Glasgow, pues la idea de ser cantante le sedujo a partir de haber visto cantar a Barbra Streisand en la taquillera cinta de 1974, The Way We Were (Tal como éramos).
A través de uno de sus tutores en la academia, en 1979 consiguió una audición con el productor de la BBC, Esther Rantzen, quién lanzó a Sheena en un documental televisivo llamado The Big Time, el antecedente británico de los reality shows de hoy.
La transmisión del programa en Inglaterra, originó que los ejecutivos de EMI le extendieran un contrato para grabar un disco, bajo la producción de Christopher Neil.
Antes de comenzar el año 1981, en el Reino Unido ya se había lanzado Modern Girl, tema bailable de estilo New Wave con el que no tuvo resonancia. Fue hasta que 9 to 5, el segundo sencillo, logró llegar al Top 5 de las listas, cuando Sheena Easton estuvo en el camino de convertirse en estrella del pop.

### 1981
En Estados Unidos se lanzó como primer sencillo la canción 9 to 5, en abril de 1981. Tuvo que ser rebautizada como Morning Train (Nine to Five) ya que el tema de la película Nine to Five, interpretado por la estrella country Dolly Parton, mantenía los derechos de autor sobre el título.
Morning Train llegó al primer puesto en América y ahí se mantuvo durante dos semanas, siendo la única cantante británica en ocupar dicho puesto durante ese año, (Olivia Newton-John estuvo en No.1 las últimas semanas de diciembre). Como segundo sencillo se lanzó Modern Girl, justo para el estreno a nivel mundial de su vídeo, a través del entonces nuevo canal de TV por cable, MTV.
Sheena había captado la atención con Take my Time y los demás sencillos del LP y fue seleccionada para interpretar el tema de la nueva película del agente secreto James Bond, For Your Eyes Only, con el cual llegó al No.4 del Billboard norteamericano en noviembre. Justo cuando se presentó al público el segundo álbum “You Could Have Been With Me”, que lanzó el tema homónimo y se colocó en el 15.º lugar de la lista de popularidad.

### 1982
En la ceremonia de los Grammys, en febrero de 1982, Sheena Easton triunfó al conseguir el premio en la categoría como "Mejor Nuevo Artista de 1981".
Durante ese año tuvieron buena aceptación los sencillos When he Shines y Just Another Broken Heart (se editó solamente en Inglaterra). Para el mes de octubre apareció un tercer álbum “Madness, Money & Music”, del cual se empezó a escuchar Machinery y después I Wouldn't Beg for Water.

### 1983
Una de las colaboraciones más notables de Sheena Easton con otro artista fue la realizada con el cantante Kenny Rogers, con quien grabó We've Got Tonight, original del roquero Bob Seger, espectacular balada con la que Sheena logró entrar a los espacios radiofónicos del género country en Estados Unidos. La canción fue gran éxito y alcanzó el N.º 1 en las listas de música country y n.º 6 del hit parade.
En septiembre de ese año sale a la venta “Best Kept Secret”, el cuarto álbum, bajo la producción de Greg Mathieson. Este disco contiene el "super hit" Telefone (Long Distance Love Affair), n.º 1 en las discotecas del mundo y n.º 9 del Billboard estadounidense. A principios de 1984 otra canción del álbum, Almost Over You, esta vez una tierna balada, logra subir a los primeros 10 en Inglaterra y toda Europa.

### 1984
Con el objetivo de irrumpir en el mercado hispano, el compositor español Juan Carlos Calderón le produjo el álbum “Todo me recuerda a ti”, la recopilación de sus grandes éxitos, ahora cantados en español, además de dos canciones grabadas a dueto con dos artistas latinos, el español Dyango (con quién cantó La noche y tú, versión de We´ve Got Tonight) y el mexicano Luis Miguel (Me gustas tal como eres).
A continuación llegó el quinto álbum “A Private Heaven”. El sencillo Strut provocó por su letra un conato de escándalo en las estaciones de radio, lo que lo llevó al Top Ten en Estados Unidos y después de una velada prohibicíon, el vídeo fue profusamente transmitido a todo el mundo en el otoño de ese año. En diciembre se extrae otra canción controvertida, Sugar Walls, producida por el cantante norteamericano de color Prince, que en los créditos aparece con el seudónimo Alexander Nevermind. La canción es de supuesto contenido sexual alusivo al cunnilingus, sin embargo, lo interpretó en la Casa Blanca de Washington, ante la entonces primera dama Barbara Bush y llegó a alcanzar el 9.º puesto en las listas de Estados Unidos.

### 1985
En febrero, Sheena Easton gana su segundo Premio Grammy por Me gustas tal como eres, en la categoría "Mejor interpretación méxico-americana por dúo o grupo"' con Luis Miguel. Todavía salió otro sencillo, Swear, tema 100% bailable, pero no tuvo repercusión en las listas de popularidad.
Para noviembre de 1985 y bajo la producción de Nile Rodgers, productor de David Bowie y Madonna, Sheena presenta el sexto álbum titulado “Do You”. El sencillo debut es Do it For Love, que escala rápidamente al Top 10, mientras comienza a escucharse a Sheena con otra canción en la radio, It's Christmas All Over The World, tema principal de la película Santa Claus: The Movie, donde uno de los protagonistas era el comediante Dudley Moore. La canción encabeza la lista de popularidad en Navidad.

### 1986
Ningún otro sencillo del álbum “Do You”, con excepción de la canción Jimmy Mack tuvo resonancia en la radio, a pesar de la excelente calidad de temas como When The Lighting Strikes Again, Young Lions, Don´t Turn You Back y Magic of Love.
Con la contribución a otro film llamado About Last Night (¿Te acuerdas de anoche?) protagonizado por Rob Lowe y Demi Moore, Sheena se mantuvo en los charts de éxitos. La canción fue So Far, So Good.

### 1987
En 1987 participó en varios episodios de la teleserie Miami Vice, donde interpretaba a la pareja del protagonista, Don Johnson y cantaba el tema Follow my Rainbow (que sería incluido en un LP ulterior).
Tras el fracaso del álbum “Do You”, se acercaba el fin de la relación de Sheena con la discográfica EMI. Todavía salió el álbum “No Sound But A Heart” y se extrajo el sencillo Eternity, con mediano éxito. Extrañamente el resto de las canciones del disco no se tocaron en Estados Unidos, lo que motivó la separación de Sheena con la compañía EMI, con la que había iniciado su carrera.
A pesar de tal desenlace, todos los temas incluidos en este disco son excepcionales. Tanto es así que muchos artistas, aprovechando su nula difusión, hicieron sus propias versiones; la cantante de R & B, Patti Labelle, grabó Still in Love; Pia Zadora versionó Floating Hearts; también grabaron canciones suyas Céline Dion, Crystal Gayle, entre otros, pero una canción nueva sería el augurio de vientos de cambio para Sheena en el futuro, U Got the Look a dúo con Prince.

### 1988
Un cambio total de look y una orientación al hip-hop y dance en la música originaron el álbum “The Lover In Me”, siguiente en la cuenta que se presentó al público estadounidense en noviembre.

### 1989
En marzo con The Lover in Me, alcanza nuevamente el 2.º puesto de la lista, tras dos años de ausencia en el TOP 5. El vídeo se exhibe en MTV y es un éxito. Pero el disco se estanca y no es capaz de sacar otro sencillo de éxito. Tan sólo 101 escrita por Prince fue n.º 54, Days Like This n.º 43 (ambas en Inglaterra) y No Deposit, No Return apenas fue considerada en la lista Hot 100. Sin embargo Sheena tuvo otro momento de éxito al coescribir junto con Prince, el tema The Arms of Orion para la película Batman que protagonizaron Michael Keaton y Jack Nicholson. Esta canción alcanzó la posición n.º 36 de las listas.

### 1991
Realizó una monumental gira con el musical, El hombre de La Mancha. En este año presenta “What Comes Naturally”, álbum con un concepto mucho más hip-hop, y el sencillo del mismo nombre escala al puesto n.º 50, con la misma suerte corren las melodías To Anyone y You Can Swing It.

### 1992
Sheena se convierte en ciudadana estadounidense para votar por Bill Clinton. Al tiempo El hombre de La Mancha va en camino de estrenarse en Broadway, mientras grabó para la película de dibujos animados Ferngully, el tema A Dream Worth Keeping.

### 1993
Tras 11 años de ser una estrella del pop es hora de dar un giro a la carrera. Surge la idea de grabar un álbum con canciones tradicionales o standars, un deseo que ella tenía desde tiempo atrás. Patrice Rushen que anteriormente fue cantante, le produce “No Strings”. Un disco que recopila algunas de las más memorables baladas de los años 1940 y 1950. Con esto, Sheena Easton estableció una pauta que seguirían cantantes como Robbie Williams, Rod Stewart y Barry Manilow entre otros.
En el mismo año, se estrena el polémico (y taquillero) filme Una proposición indecente, donde Sheena tiene una breve participación y aporta la canción The Nearness of You. Esta película causa sensación en su momento; sus protagonistas son Robert Redford, Demi Moore y Woody Harrelson.

### Época reciente
Tras una etapa de menor resonancia, Sheena Easton se instaló en Las Vegas para ofrecer una serie de conciertos en sede estable, sin itinerar en largas giras. En el año 2000 empezó a ofrecer un show al estilo de Broadway en el Hotel Rio de dicha ciudad, a dúo con David Cassidy. Es allí donde contactaron con ella unos productores de estilo disco, que la persuadieron para grabar el álbum “Fabulous” (2000), una efervescente selección de versiones de clásicas de baile como Don't Leave Me This Way, Never Can Say Goodbye, Love is in Control (original de Donna Summer), Can't Take My Eyes off You y On my Own. El tema escogido como sencillo, Giving up giving in, se transforma en un éxito en las discotecas de Europa, alcanzando el N°53 del rangking del Reino Unido. El videoclip la mostró como la reina del hielo.
En 2002-2003 montó otro show estable en el Las Vegas Hilton y en 2003 participó en una gira colectiva de temática navideña (The Colors of Christmas) con otros cantantes como Jon Secada y Christopher Cross. En 2004, puso voz a un personaje de la película Scooby-Doo y El monstruo del lago Ness, y en esa época copresentó un programa televisivo para un canal local de Las Vegas. En reconocimiento a su actividad artística en la ciudad de los casinos, su nombre fue incluido en el Casino Hall of Fame, en una ceremonia a la que acudió Debbie Reynolds.
Sheena Easton sigue en activo actualmente, en 2005 participó en una serie de ficción sobre mosqueteros modernos (Young Blades), en enero de 2008 realizó una presentación en Chile y en 2009 emprendía una gira por Filipinas y Japón. Recientemente señaló a la prensa que ha descartado grabar un nuevo disco, debido a su negativa de realizar giras promocionales, al menos, mientras sus hijos sean adolescentes.

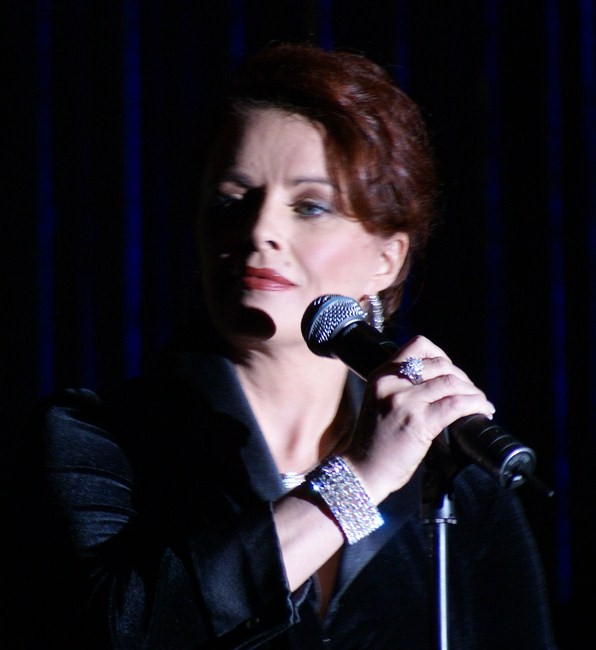
Sheena Easton en septiembre de 2009.

## Discografía
- Sheena Easton 1980 #24 EE. UU., #9 Canadá, #4 Japón.
- You Could Have Been With Me 1981 #33 Reino Unido, #47 EE. UU., #7 Japón.
- Madness, Money & Music 1982 #44 Reino Unido, #85 EE. UU., #5 Japón.
- Best Kept Secret 1983 #99 Reino Unido, #33 EE. UU., #32 Canadá, #4 Japón.
- Todo Me Recuerda a Ti 1984 - español - #30 Japón.
- A Private Heaven 1984 #15 EE. UU., #36 Canadá, #9 Japón.
- Do You 1985 #40 EE. UU., #32 Japón.
- No Sound But A Heart 1987 #59 Japón.
- The Lover In Me 1988 #30 Reino Unido, #44 EE. UU.
- Sheena Easton : The Best of (1989) para Latinoamérica
- What Comes Naturally 1991 #90 EE. UU., #85 Japón.
- No Strings 1993 #80 Japón.
- My Cherie 1995 #30 Japón.
- Greatest Hits (sólo para Japón)1995 #98 Japón.
- Freedom 1997 #53 Japón.
- Home 1999 #97 Japón.
- Fabulous 2001 #65 Japón.

## Otros álbumes y participaciones en bandas sonoras
- "For Your Eyes Only" - de la película del mismo nombre (1981) de la saga de James Bond
- "It's Christmas All Over the World" - de la película Santa Claus (1985)
- "So Far, So Good" and "Natural Love" - de la película About Last Night (1986)
- "U Got the Look" - dueto con Prince del álbum Sign O' The Times (1987)
- "We've Got Tonight" - de Shades of Love: Make Mine Chartreuse (1987)
- "The Arms of Orion" - dueto con Prince del soundtrack álbum Batman (1989)
- "A Dream Worth Keeping" - de la película FernGully (1992)
- "The Nearness of You" - de Propuesta indecorosa (1993)
- "Sugar Walls" - de Beavis and Butt-Head episode "Plastic Surgin'" (1994)
- "Are There Angels?" - de Shiloh (1996)
- "Count Me Out," "I Will Always Be With You," "It's Too Heavenly Here," "We Meet David" - de All Dogs Go to Heaven 2 (1996)
- "Morning Train (9 To 5)" - de EuroTrip (2004)
- "if you are happy" - de "Cover-Morning Musume-Hello project" (2005?)
- "What you are" y "Eclipse of time" de "Banda sonora de Lost Odyssey" (xbox360- 2008)

## Sencillos
- "Modern Girl" (1980) #8 UK, #18 U.S. Pop, #13 U.S. AC, #19 Canadá, #18 Japón (1981 release)
- "Morning Train (9 to 5)" (1980) #3 UK, #1 U.S. Pop and AC, #1 Canadá, #17 Japón (1981 release), #1 (Aus)
- "One Man Woman" (1980) #14 UK
- "Take My Time" (1981) #44 UK
- "When He Shines" (1981) #12 UK, #30 U.S. Pop, #13 U.S. AC (1982 release)
- "For Your Eyes Only" (1981) #8 UK, #4 U.S. Pop, #6 U.S. AC, #7 Canadá, #22 Japón
- "Just Another Broken Heart" (1981) #33 UK
- "You Could Have Been With Me" (1981) #54 UK, #15 U.S. Pop, #6 U.S. AC, #13 Canadá, #46 Japón
- "A Little Tenderness" (1982) #58 Japón
- "Machinery" (1982) #38 UK, #57 U.S. Pop, #52 Japón
- "I Wouldn't Beg For Water" (1982) #64 U.S. Pop, #19 U.S. AC
- "We've Got Tonight" (c/Kenny Rogers) (1983) #28 UK, #6 U.S. Pop, #2 U.S. AC, #1 U.S. Country, #2 Canadá
- "Telefone (Long Distance Love Affair)" (1983) #9 U.S. Pop, #15 U.S. AC, #84 UK, #8 Canadá, #46 Japón
- "Almost Over You" (1983) #25 U.S. Pop, #4 U.S. AC, #89 UK
- "Devil In A Fast Car" (1984) #79 U.S. Pop, #95 Japón
- "Hungry Eyes" (1984) #83 Japón
- "Strut" (1984) #7 U.S. Pop, #8 Canadá, #72 Japón
- "Sugar Walls" (1984) #9 U.S. Pop, #3 U.S. R&B, #95 UK, #20 Canadá
- "Swear" (1985) #80 U.S. Pop
- "Do It For Love" (1985) #29 U.S. Pop, #39 U.S. AC
- "Jimmy Mack" (1986) #65 U.S. Pop
- "So Far So Good" (1986) #43 U.S. Pop, #35 U.S. AC
- "The Lover In Me" (1988) #15 UK, #2 U.S. Pop, #5 U.S. R&B, #43 U.S. AC, #26 Canadá
- "Days Like This" (1989) #43 UK, #35 U.S. R&B
- "101" (1989) #54 UK
- "The Arms Of Orion" (c/Prince) (1989) #27 UK, #36 U.S. Pop, #21 U.S. AC
- "What Comes Naturally" (1991) #19 U.S. Pop, #39 U.S. R&B, #21 Canadá, #83 UK
- "Giving Up Giving In" (2000) #54 UK

## Filmografía
- Miami Vice (1987) - Caitlin Davies
- All Dogs Go to Heaven (1989), All Dogs Go to Heaven 2 (1996), All Dogs Go to Heaven (1996 - TV series), An All Dogs Christmas Carol (1998) - voz de Sasha LeFleur
- Body Bags (1993) - Megan
- Highlander (1993) - Annie Devlin
- The Adventures of Brisco County Jr. (1993) - Crystal Hawks
- Charles Dickens' David Copperfield (1993) - voz de Agnes
- TekWar (TV serie) (1994) - War Bride
- Real Ghosts (1995) - Janet
- Gargoyles (1996) - Robyn Canmore, Banshee, Molly, Finella
- The Outer Limits (1996) - Melissa
- Road Rovers (1996) - Groomer, Persia
- Chicken Soup for the Soul (TV serie) (1999) - Vicky
- Disney's The Legend of Tarzan (2001) - voz
- Vegas Live! With Clint Holmes y Sheena Easton (2003)
- Scooby-Doo and the Loch Ness Monster (2004) - voz de Fiona Pembrooke
- Young Blades (2005) - Queen Anne